# Жанарык
Жанарык (каз. Жаңарық, до 2004 г. — Первое Мая) — село в Жанакорганском районе Кызылординской области Казахстана. Административный центр и единственный населённый пункт Жанарыкского сельского округа. Код КАТО — 434042100.

## Население
В 1999 году население села составляло 1827 человек (986 мужчин и 841 женщина). По данным переписи 2009 года, в селе проживали 1992 человека (992 мужчины и 1000 женщин).